# Fort Prince-de-Galles
Le fort Prince-de-Galles (anglais : Prince of Wales Fort) est une fortification bastionnée et un poste de traite situé sur la pointe Eskimo, au nord de l'embouchure de la rivière Churchill sur la baie d'Hudson. 

## Histoire

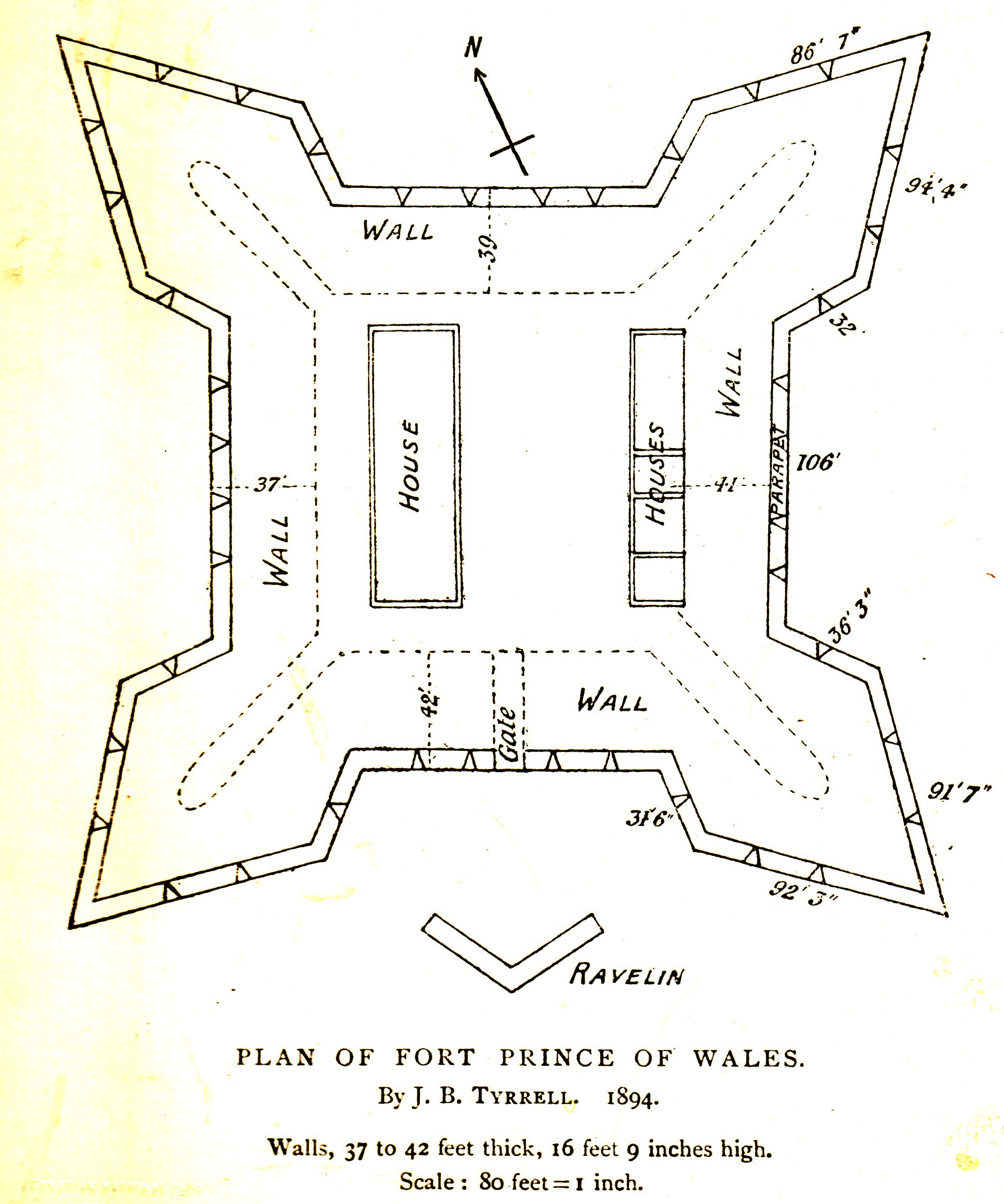
Plan du fort.

L'histoire européenne de cette région commence avec la découverte de la baie d'Hudson en 1610. La région a été reconnue comme importante dans le commerce des fourrures et d'importance potentielle pour d'autres découvertes. Le fort est construit dans une forme de tracé à l'italienne.
Ce fort fut d'abord construit de bois en 1717 par James Knight de la Compagnie de la Baie d'Hudson et s'appelait à l'origine le « Churchill River Post ». En 1719, le poste a été renommé Prince of Wales Fort, mais est plus communément connu aujourd'hui comme le Fort Prince-de-Galles. Il était situé sur la rive ouest de la rivière Churchill pour protéger et contrôler les intérêts de la Compagnie de la Baie d'Hudson dans le commerce de la fourrure.
Le fort a été construit entre 1731 et 1771 et n'a subi qu'une seule attaque en 1782, où les forces anglaises se sont rapidement rendues. Le fort a ensuite été abandonné au profit d'un nouveau poste en amont de la rivière. 
Dans les années 1780, le gouvernement français a lancé l'expédition de la baie d'Hudson pour endommager les activités de la Compagnie de la Baie d'Hudson dans cette baie. Trois navires de guerre français de l'expédition, menés par Jean-François de La Pérouse, ont capturé le fort Prince-de-Galles en 1782. Le fort était alors habité par seulement 39 hommes (non-militaires), et le gouverneur du fort, Samuel Hearne, reconnut le déséquilibre numérique et militaire et se rendit sans qu'un seul tir ne soit tiré. Les Français ont partiellement détruit le fort (mais ses ruines pour la plupart intactes survivent à ce jour).
Le fort revient à la Compagnie de la Baie d'Hudson en 1783. Par la suite, son importance diminue avec le déclin du commerce des fourrures, bien que le poste soit refondé un peu plus haut dans la rivière.

Fort Prince-de-Galles

Le fort a été désigné lieu historique national en 1920 par la commission des lieux et monuments historiques du Canada.